# Bardy
Bardy (deutsch Bartin) ist ein Dorf in der Woiwodschaft Westpommern in Polen. Es gehört zu der Gmina Dygowo (Landgemeinde Degow) im Powiat Kołobrzeski (Kolberger Kreis).

## Geographische Lage
Das Dorf liegt in Hinterpommern, etwa 110 Kilometer nordöstlich von Stettin und etwa 12 Kilometer südöstlich von Kołobrzeg (Kolberg).
Die nächsten Nachbarorte sind im Norden Dygowo (Degow), im Osten Miechęcino (Mechenthin), im Südwesten Świelubie (Zwilipp) und im Westen Dębogard (Damgardt).

## Geschichte
Das Dorf wurde im Mittelalter im Herzogtum Pommern in der Form eines Angerdorfes angelegt; diese Dorfform ist noch heute erkennbar. Möglicherweise bezieht sich bereits eine urkundliche Erwähnung von „Bardi“ im Jahre 1276 auf dieses Dorf. Die Hälfte des Zehnten aus Bartin gehörte seit jeher dem Domdekan des Camminer Domkapitels. Im Jahre 1309 verlieh der Bischof von Cammin, Heinrich von Wacholz, auch die andere Hälfte des Zehnten dem damaligen Camminer Domdekan, Siegfried von Trechow.
Das Dorf Bartin selber wurde ebenfalls 1309 durch seinen Besitzer, Gottfried de Wida, der Johanniskirche in Altstadt Kolberg und dem Camminer Domkapitel geschenkt. Doch nahm Friedrich von Eickstedt, der ab 1329 Bischof von Cammin war, Bartin gegen eine Ausgleichsleistung für sich in Anspruch.
Damals hinterließ Ludwig de Wida, ein Bruder von Gottfried de Wida und Kanoniker des Kolberger Domkapitels, in seinem Testament dem Kolberger Domkapitel eine bedeutende Geldsumme zum Ankauf von drei Dörfern. Dies waren Bartin sowie die benachbarten Dörfer Damgardt und Zernin. Das Kolberger Domkapitel konnte Bartin, ebenso wie Damgardt, im Jahre 1332 dem Camminer Bischof Friedrich von Eickstedt abkaufen. Das Camminer Domkapitel, dem das Dorf Bartin ja ursprünglich geschenkt worden war, erteilte 1333 seine Zustimmung. Die drei Dörfer Bartin, Damgardt und Zernin blieben dann im Besitz des Kolberger Domkapitels bis zu dessen Auflösung im Jahre 1811 und wurden als die „Testamentsdörfer“ bezeichnet.
In Ludwig Wilhelm Brüggemanns Ausführlicher Beschreibung des gegenwärtigen Zustandes des Königlich Preußischen Herzogtums Vor- und Hinterpommern (1784) ist Bartin unter den Dörfern des Domkapitels Kolberg aufgeführt. Es gab hier sechs Vollbauern, einen Halbbauern, zwei Kossäten und sechs Einlieger, insgesamt 16 Haushaltungen.
Mit der Aufhebung des Kolberger Domkapitels im Jahre 1811 wurde Bartin dem Amt Kolberg zugewiesen.
Westlich von Bartin bestand ein Kalkwerk, wo Kalk abgebaut und gebrannt wurde. In der Kalkgrube wurden viele Versteinerungen gefunden, darunter ein Ammonit, der in der Fachliteratur behandelt wurde. Das Vorkommen war bereits seit einigen Jahren erschöpft, als der Heimatforscher Otto Dibbelt im Jahre 1928 den ehemaligen Kalkabbau in einem Beitrag für den Heimatkalender beschrieb.
Bartin blieb bis 1945 ein, durchaus wohlhabendes, Bauerndorf. Bis 1945 bildete Bartin eine Gemeinde im Landkreis Kolberg-Körlin der Provinz Pommern. Zur Gemeinde gehörten keine weiteren Wohnplätze. Der Wohnplatz Siedlung nach Bartin lag in der benachbarten Gemeinde Degow an der Straße nach Bartin.
1945 kam Bartin, wie ganz Hinterpommern, an Polen. Die Dorfbevölkerung wurde durch Polen ersetzt. Der Ortsname wurde als Bardy polonisiert.

## Entwicklung der Einwohnerzahlen
- 1816: 134 Einwohner[6]
- 1855: 203 Einwohner[6]
- 1871: 236 Einwohner[6]
- 1885: 216 Einwohner[6]
- 1905: 227 Einwohner[6]
- 1919: 248 Einwohner[6]
- 1933: 235 Einwohner[6]
- 1939: 200 Einwohner[6]